# Kållands härad
Kållands härad var ett härad i norra Västergötland vars område numera främst utgör en del av Lidköpings kommun. Häradets areal var 439,62 kvadratkilometer varav 437,76 land.  Tingsplats var från 1654 Örslösa till 1905, då Lidköping blev tingsplats.

## Geografi
En stor del av häradet utgörs av Kållands halvö.

## Häradsvapen
Kållands häradsvapen fastställdes av Kungl. Maj:t den 16 maj 1957. Blasoneringen lyder: I svart fält en stående, skäggig mansgestalt i kort kjortel, hållande i den lyftade, högra handen ett kors och i den vänstra en bok, allt av guld. Vapnet är baserat på häradssigillen från 1568 och 1604.

## Socknar
- Järpås socken
- Uvereds socken
- Häggesleds socken
- Tådene socken
- Tranums socken
- Lavads socken
- Norra Kedums socken
- Örslösa socken
- Söne socken
- Gillstads socken
- Väla socken
- Råda socken
- Kållands-Åsaka socken
- Mellby socken
- Rackeby socken
- Skalunda socken
- Sunnersbergs socken
- Gösslunda socken
- Strö socken
- Otterstads socken

## Län, fögderier, domsagor, tingslag, tingsrätter och stift
Häradet hörde mellan 1634 och 1998 till Skaraborgs län, därefter till Västra Götalands län.  Församlingarna i häradet tillhörde Skara stift.
Häradets socknar hörde till följande fögderier:
- 1686-1866 Läckö fögderi
- 1867-1990 Lidköpings fögderi

Häradets socknar tillhörde följande domsagor, tingslag och tingsrätter:
- 1680-1903 Kållands tingslag i
  - 1680-1778 Kinnefjärdings, Kinne, Kållands, Åse, Viste och Skånings häraders domsaga
  - 1778-1864  Åse, Viste och Kållands häraders domsaga med Barne härad från 1810
  - 1864-1903 Kinnefjärdings, Kinne och Kållands domsaga
- 1904-1970 Kinnefjärdings, Kinne och Kållands domsagas tingslag i Kinnefjärdings, Kinne och Kållands domsaga

- 1971-2009 Lidköpings tingsrätt och dess domsaga
- 2009- Skaraborgs tingsrätt och dess domsaga